# ゲテモノ
ゲテモノ（下手物・ゲテ物）とは、だいたい以下の意味を持つ。
1. 精巧な物品（高級品）に対しての、粗雑な作りの素朴で大衆的な器物。
これの対義語には上手物（じょうてもの）があり、こちらは高級な作りで鑑賞にたえる器物であるなどの意味を含む。後述参照。
2. 一般的な価値観からみて、風変わりなもの。
3. とくに、食の分野で、一般的に食べることを躊躇するような食材。犬・猫の肉や爬虫類、両棲類（両生類）、昆虫類など。奇食、悪食（あくじき）、下手食（げてぐ）い、いかもの食いなどとも言う。
4. 物流業界の特別積み合わせ輸送（混載便）において、大きなサイズや特殊形状などの通常扱う荷物と比較して異色の荷物を指す隠語（業界用語）。

原義としては1に示したとおりであるが、現代の一般語として2の意味が強い。さらに俗語的用法では3の意味で使われ、一般の価値観から外れた珍奇な、あるいはそれら価値観から受け入れ難いものを指す傾向も見られる。しかしその一方で、そういった一般的価値観から逸脱してそれらを愛好する者もおり、こういった傾向を「ゲテモノ趣味」（娯楽としての趣味と「そのような趣き」の二重の意味を含む）という。

## 概要
ゲテモノと一般にいう場合、一般的な価値観から外れた事物や属性を指す傾向がみられるが、更にそれら俗語的な用法の範疇では、一般には食用に供しにくかったり見た目で食品とみなし難い食べ物や、それを食べることをゲテモノなどという場合もある。前述の通り本来は工芸品における粗末な器物を指してのもので、そこには価値観にもよるが美意識とは無縁の、実用の用にのみ価値がある、しかしそれ以外の価値がないものである。しかし食におけるゲテモノでは、より否定的な感情を表している。
ただ、この食品や料理におけるゲテモノの場合、地域の食文化や食のタブーにも関連して、生物としてのヒトが食べても問題なく消化できるものの、その外観や匂いなどの要素が食わず嫌いを引き起こすようなモノに対してゲテモノと表現する場合もあれば、一般のものとして郷土料理ないし家庭料理などの形で親しまれている場合もあるなど、地域の文化性にも関連して、こういった「ゲテモノかどうか」という価値判断においても曖昧性が見られる。
なおゲテモノの概念を食品に関係なく適用する場合としては、嗜癖や性癖などの範疇において、一般的価値観からの逸脱を指す傾向が見られる。ただ、嗜癖や性癖の場合は厳密には個人差が大きく介在し、公に語られないような密やかな趣味の範疇まで考慮すると、一般論化できない場合もある。とはいえ特殊な趣味嗜好を憚ることなく公言している場合に、その傾向を指してゲテモノ趣味だと形容する場合もある。
いずれにしても俗語的用法の範疇では、各々の主観に照らして風変わりだとか珍奇だとかという意味で使われている側面もあるため、ゲテモノという概念を構成する要素は必ずしも一様ではないし、また不確定で、時代の流行などにも依って流動的である。

## 食とゲテモノ
食文化においては、しばしばごく狭い地域で発達してきた食文化の中に、独創的で他の地域には見られない特徴を備えるものもみられる。典型的な例では発酵食品や昆虫食などがその好例だが、発酵食品も微生物学の側面からみると、地域ごとに見られる特殊な発酵食品が他の地域で並行して発達したものとの類似性が見出されるなど、複雑である。
昆虫食においても、オーストラリアのアボリジニが地中の木の根から得た芋虫を食べることを、日本ではゲテモノ的に取り上げる例もあるが、その一方で日本ではイナゴや蜂の子やシロウオの踊り食い、あるいは郷土料理でざざむしの佃煮などが好まれる地域もあるなど、複雑である。米国でもジュウシチネンゼミ大量発生の年には、縁起物として好んで食べられるなどしている。
こういった食文化の発生には、発酵食品では保存食の発達や発酵させることで、栄養価が変化したり風味がよくなることが関係し、昆虫食では昆虫が過酷な自然環境の地域に至るまで、広い範囲で繁栄して得やすい反面、少ない飼料で良質な動物性蛋白質を生産することができるなどの合理的な側面があり、必ずしも珍奇性のみでは語りえない部分も見られる。
この他にも英国や米国では、競馬や乗馬が盛んで、馬が一般に乗用家畜ないし愛玩対象として好まれ、これを食べることに強い忌避感が存在する一方で、日本などでは馬肉としてやニューコンミートなどのような形で流通しているとか、現代日本や欧米では、愛玩動物として愛好されるため、食用とみなされないイヌやネコも、他のアジア諸国や南米の一部では、一般的に犬食文化があって食べられている地域もあるなどしており、どちらも一般的に食べている地域の食文化を食べない地域で紹介すると、価値観の上で理解されずにゲテモノとみなされる傾向も否めない。
こういった事態は、マスメディアの発達以降に、世界各地の風景や文化を家庭に居ながら目にすることが出来る機会も増えている関係で、自らの居住地域以外の食文化に拒絶反応を示してしまうケースも、しばしば見られるところである。
なお現代において、食に対する拒否感を示す語としての認識が強いゲテモノだが、その一方で北大路魯山人は著書『鮪を食う話』などにおいて、マグロをもってして「下手のもの」と断じている。ただこちらは後述で詳しく述べるが原義的な用法としての表現であり、廉価で大衆でも食べやすい食材であり一流の食通を満足させるものではないと言う一方でマグロの砂摺り（大トロの先で、より脂が乗ってる部位）の雉子焼きを醤油とたっぷりの大根おろしと飯で「下手なうなぎよりか、よっぽど美味い。」と言ったりしており、品格は無いが旨いものだと位置付けていて、『鮪の茶漬け』では関西の鯛茶漬けより簡単でうまい（こと東京にはいい鯛がないため）マグロの茶漬けを薦めている。

## 食以外のゲテモノ
言葉としてのゲテモノでは、原義においてその対義語に上手物があり、こちらが鑑賞にたえる高級な工芸品で、対して下手物は作りが粗末で大衆向けの安価な（ともすれば安っぽい）器物として扱われる。もっとも、「下手物」が先に存在した言葉で、「上手物」は後から対義語として生じたとの指摘もある。
これは大量生産の工業技術が発達する以前の、大衆はえてして粗末な作りの安価な器物を使うしかなかった時代の言葉で、のちに日用品でもあるこれらの器物は工芸によってではなく工業（製造業）によって製造されるようになると、工芸品は意匠をこらした美術品として扱われる一方、いわゆる工芸においての「下手物」は使われず作られなくなっていった。1920年代に柳宗悦らが起こした民藝運動以降、前近代の大衆的工芸品に対しては（狭義の）「民芸品」という新たな価値観からの評価が為されるようにもなった。このため食以外の「ゲテモノ」は言葉としては死語（廃語）の域にあり、工芸における下手物は美術陶磁器における専門分野用語としての意味合いで使われている様子も見られる。

### 交際とゲテモノ
食品におけるゲテモノの概念の延長で「普通なら食べない」という意味合いから、奇矯な愛好心を指してゲテモノないしゲテモノ趣味と称する場合もある。例えば性的な関係を結ぶことを、俗語の範疇では片側の主観において「食う」ともいうが、この延長で「不細工な容姿をしている」などの要素をもつものとあえて関係を結ぶ者指して「ゲテモノ食い」と表現する場合もある。
ただし恋愛は当事者同士の価値観の問題なので、傍目に奇妙な取り合わせ（「美男と醜女」や「美女と醜男」、「極端な年の差カップル」など）でも、当人らが満足しているなら別の話である。

### ゲテモノ芸人
いわゆる芸人（タレントなど）の範疇では、ゲテモノと評される存在もいる。これには大きく分けて二種類あり、原義的意味から突飛な行動や常軌を逸した言動で目立つ芸人を指す場合と、食におけるゲテモノを口にすることを「芸」としている芸人を指す場合である。どちらも一部にヨゴレ芸人と呼ばれる、無茶な仕事を受けることを一種の芸としているタレントを含む傾向も見られる。
なお前者では、突飛だったり異常な言動でそれを「売り」にしている訳で、いわゆる駄洒落や物真似ないし一発ギャグといった芸のほか、下ネタを乱発したり奇声を挙げるなどや、また行動のみならず奇抜な扮装も見られる。ただこういった芸は初出のインパクトは大きいものの、繰り返されることには向かない。その意味で「大衆向けの（判り易い）芸だが芸能としては低級」という面もあり、そこで「（工芸品における）下手物」との関係性も見出される。
後者では、マスメディア上で世界各地の食文化を紹介する際に、特に放送地域の価値観から外れた物を食べることを指す場合もあるが、その一方ではネジや釘・割れたガラスの無機物や生きた金魚など食品ではないものを口にすることを見せることを生業とする芸人もいて、こちらもゲテモノ（食い）芸人と目される。なおこういった「食品ではないもの」を飲み込む芸は古くから存在し、大道芸や見世物小屋では「人間ポンプ」という芸として成立していたほか、奇術や大道芸の演目として剣呑みと呼ばれるものが世界各地に存在する。

### 物流業界
日本の物流業界におけるゲテモノとは、極端に重い（二人以上でないと持てない）、極端に大きい、特殊な形状（不定形）などその荷物のために特別な取扱が必要な荷物を指す業界用語である。「ゲテ」と略して呼ばれる場合もある。規格外ゆえに扱いの厄介なもの、というニュアンスを含んでいる。
上記のような特殊な荷物は、小口輸送分野では大きさなどにもよるが、原則としてヤマト運輸、佐川急便、日本郵便の大手主要3社は取り扱っていない。全国対応しているのは西濃運輸、福山通運、名鉄運輸、日本通運となる。中堅の近物レックスや第一貨物、トナミ運輸、トールエクスプレスジャパンなども一部地域を除いて扱っている（いずれにしても個別の配慮が必要なため、運送業者と依頼者との折衝を要する）。通信販売の隆盛によりこれらの荷物も個人宅宛の配達が増加の一途を辿り、各社個人宅宛配達の廃止を打ち出している。
企業・官公庁などの依頼で、美術品や大きな動物など、特大クラスの特殊貨物を輸送するような事例については、「運べないものはない」と言われる日本通運が請け負うことが多い。最近では日立物流の活躍も目立っている。